# Urachiche nerysae
Pour les articles homonymes, voir Urachiche.
Genre
Espèce
Urachiche nerysae, unique représentant du genre Urachiche, est une espèce d'opilions laniatores de la famille des Zalmoxidae.

## Distribution
Cette espèce est endémique de l'État d'Yaracuy au Venezuela. Elle se rencontre vers Urachiche.

## Description
Le mâle holotype mesure 2,90 mm.

## Étymologie
Cette espèce est nommée en l'honneur de Mme Nerys de Quiróz.

## Publication originale
- González-Sponga, 1987 : « Aracnidos de Venezuela. Opiliones Laniatores I. Familias Phalangodidae y Agoristenidae. » Boletin de la Academia de Ciencias Fisicas, Matematicas y Naturales, vol. 23, p. 1–562.